# Amphinome stylifera
Amphinome stylifera är en ringmaskart som beskrevs av Grube 1860. Amphinome stylifera ingår i släktet Amphinome och familjen Amphinomidae. Inga underarter finns listade i Catalogue of Life.